# Воробьёв, Николай Васильевич (Герой Социалистического Труда)
Никола́й Васи́льевич Воробьёв (19 декабря 1922, с. Комаровка, Шкловский район — 11 января 2006) — Герой Социалистического Труда (1971).

## Биография
Участник Великой Отечественной войны.
С 1953 года в Чаусском районе: механик МТС, с 1966 начальник участка по механизации животноводческих ферм районного объединения сельхозтехники, с 1971 года начальник передвижной механизированной колонны Могилевского треста «Сельспецмонтаж».
Звание Героя присвоено за успешное выполнение 8-го пятилетнего плана развития сельского хозяйства района.
В 1985 году вручен орден Отечественной войны I степени.
Умер в 2006 году.